# Луюань
Луюа́нь (кит. упр. 绿园, пиньинь Lùyuán) — район городского подчинения города субпровинциального значения Чанчунь провинции Гирин (КНР).

## География
Район Луюань граничит со следующими административными единицами:
- Район Чаоян (на юго-востоке)
- Район Куаньчэн (на северо-востоке)
- Уезд Нунъань (на северо-западе)
- Городской округ Сыпин (на западе)

## История
Район был образован в 1995 году на территории бывшего пригородного района Чанчуня.

## Административное деление
Район Луюань делится на 9 уличных комитетов, 3 посёлка.

## Экономика
В районе расположен завод высокоскоростных поездов CRRC Changchun Railway Vehicles (CRRC Changke).